# Tilda Maria Forselius
Tilda Maria Forselius, född 16 juli 1952 i Gävle, är en svensk litteraturvetare och författare. Hennes författarskap och forskning har huvudsakligen historisk inriktning.

## Biografi
Forselius, som är dotter till arbetsförmedlaren Åke Forselius och författaren Molly Johnson, växte upp i Hofors, Mora och Borlänge. Hon studerade filmvetenskap, litteraturvetenskap och skapande svenska vid Stockholms och Uppsala universitet 1973–1976. Därefter arbetade hon som författare, journalist och redaktör i 25 år innan hon återupptog de akademiska studierna kring år 2000. Hon blev filosofie magister vid Stockholms universitet 2002 och filosofie doktor i litteraturvetenskap vid Göteborgs universitet 2013.
Som journalist tillhörde Forselius redaktionen för Kvinnobulletinen 1977–1978 samt var redaktör för tidskrifterna Barn i hem, skola, samhälle 1991–1996 och Locus – tidskrift för forskning om barn och ungdomar 1997–2004. Hon har även arbetat på frilansbasis för dagstidningar som Arbetarbladet, Stockholmstidningen och Dagens Nyheter samt för olika facktidskrifter. Ämnesinriktningen har främst varit barn- och ungdomsfrågor, handikappades situation och andra sociala frågor. 
Hon var anställd som redaktör vid Lärarhögskolan i Stockholm och Stockholms universitet 1997–2017. 
Hon har haft uppdrag för förlag och var styrelseledamot i Författarförlaget ekonomisk förening 1982–1985. 

## Författarskap
Forselius böcker och essäer handlar framför allt om kvinnors liv och historia. Intervjuboken Pigornas döttrar (1981) och berättelsen Mormorsboken (1977, tillsammans med Molly och Linnea Johnson) skildrar svenska arbetarklasskvinnors liv från tidigt 1900-tal till 1970-talet.
Även essäerna om arbetarförfattaren Maria Sandel behandlar villkoren för kvinnor i arbetarklassen, i detta fall under tidigt 1900-tal. Fokus ligger främst på analyser av det moraliska temat i Sandels texter. Studierna har publicerats i antologierna Vardagsslit och drömmars språk (1981), Kvinnornas litteraturhistoria (del 2, 1983), Nordisk kvinnolitteraturhistoria (band 3, 1996) och Svenskt biografiskt lexikon (band 31, 2000–2002).
Som levnadstecknare har Forselius bidragit med artiklar i Svenskt biografiskt lexikon, Svenskt översättarlexikon och Svenskt kvinnobiografiskt lexikon. De flesta av dessa handlar om kvinnor under 1700-1800-tal, en av dem är poeten och pedagogen Ulrica Widström (1764–1841).
Hon har skrivit flera så kallade LL-böcker (lättläst för vuxna), exempelvis Soppa på en spik och andra folksagor (1990), samt varit redaktör för antologier.

## Forskning
Forselius akademiska gärning har i huvudsak ägnats åt 1700-talets litteratur och medier. Tonvikten ligger på brev som kommunikationsform och retoriskt verkningsmedel. Doktorsavhandlingen God dag, min läsare!: bland berättare, brevskrivare, boktryckare och andra bidragsgivare i tidig svensk veckopress 1730–1773 (2015) behandlar en genre som vid uppkomsttiden kallades "moraliska veckoskrifter", bland annat Olof Dalins Then Swänska Argus (1732–1734). I studien beskriver Forselius de samhälleliga omständigheter som gynnade framväxten av denna sorts tidningar och analyserar hur artiklar i brevform användes som ett sätt att skapa läsarintresse.
Avhandlingen belönades 2014 med ett stipendium av Svenska Akademien och ett pris av Kungliga Gustav Adolfs Akademien för svensk folkkultur.
I forskningsartiklar i internationella forskningstidskrifter har hon bland annat behandlat flickdeckaren som motiv i flickböcker i Sverige på 1950-talet, Julie Eckermans brev till Carl Sparre och berättartekniken i Minette Walters The Shape of Snakes.